# Quartiers de Yaoundé
 (juillet 2020).
Si vous disposez d'ouvrages ou d'articles de référence ou si vous connaissez des sites web de qualité traitant du thème abordé ici, merci de compléter l'article en donnant les références utiles à sa vérifiabilité et en les liant à la section « Notes et références ».
La ville de Yaoundé, capitale politique du Cameroun, compte environ 114 quartiers répartis en 7 communes.

## Quartiers par communes

### Yaoundé I
La commune de Yaoundé I compte environ 21 quartiers parmi lesquels: 
- Centre commercial
- Elig-Essono
- Etoa-Meki 1 (Onambélé Nku)
- Nlongkak
- Elig-Edzoa
- Bastos(Yaoundé)
- Manguier
- Tongolo
- Mballa 1
- Mballa 2
- Nkolondom
- Etoudi
- Messassi
- Okolo
- Olembe
- Nyom
- Etoa-Meki 2
- Mballa 3
- Emana
- Nkoleton

### Yaoundé II
La commune de Yaoundé II compte environ 12 quartiers parmi lesquels: 
- Cite Verte
- Madagascar
- Mokolo
- Grand Messa
- Ekoudou
- Tsinga
- Nkom-Kana
- Oliga
- Messa Carrière
- Febe
- Ntoungou

### Yaoundé III
La commune de Yaoundé III compte environ 25 quartiers parmi lesquels: 
- Obili
- Ngoa-Ekele 1
- Nlong Mvolye
- Ahala 1
- Efoulan
- Obobogo
- Nsam
- Melen 2 - Centre Administratif
- Etoa
- Nkolmesseng 1
- Afanoya 1
- Afanoya 2
- Afanoya 3
- Afanoya 4
- Nkolfon
- Mekoumbou 2
- Ntouessong
- Mekoumbou 1
- Ahala 2
- Nsimeyong 1
- Nsimeyong 2
- Nsimeyong 3
- Olezoa
- Dakar
- Ngoa-Ekele 2

### Yaoundé IV
La commune de Yaoundé IV compte environ 25 quartiers parmi lesquels: 
- Mvan-Nord
- Ndamvout
- Messame-Ndongo
- Odza
- Ekoumdoum
- Awae
- Nkomo
- Ekounou
- Biteng
- Kondengui 1
- Mimboman 1
- Etam-Bafia
- Mvog-Mbi
- Nkol-Ndongo 2
- Mebandan
- Mvan-Sud
- Ekie
- Emombo
- Kondengui 2
- Kondengui 3
- Nkol-Ndongo 1
- Mimboman 3
- Ntui-Essong
- Nkolo
- Abom

### Yaoundé V
La commune de Yaoundé V compte environ 12 quartiers parmi lesquels: 
- Mvog-Ada
- Essos
- Nkol-Messing
- Nkol-Ebogo
- Quartier Fouda
- Ngousso 1
- Eleveur
- Mfandena 1
- Mfandena 2
- Ngousso 2
- Ngousso-Ntem
- Ngoulmekong

### Yaoundé VI
La commune de Yaoundé VI compte environ 13 quartiers parmi lesquels: 
- Melen 8B et C
- Etoug-Ebe 2
- Mvog-betsi
- Biyem-Assi
- Mendong 2
- Melen 8
- Simbock
- Etoug-Ebe 1
- Melen
- Elig-Effa
- Nkolbikok
- Simbock Ecole de guerre

### Yaoundé VII
La commune de Yaoundé VII compte environ 6 quartiers parmi lesquels: 
- Etetak
- Oyom-Abang
- Nkolbisson
- Minkoameyos
- Nkolso